# Блуменхолц
Блуменхолц (њем. Blumenholz) општина је у њемачкој савезној држави Мекленбург-Западна Померанија. Једно је од 53 општинска средишта округа Мекленбург-Штрелиц. Према процјени из 2010. у општини је живјело 835 становника. Посједује регионалну шифру (AGS) 13055005.

## Географски и демографски подаци
Блуменхолц се налази у савезној држави Мекленбург-Западна Померанија у округу Мекленбург-Штрелиц. Општина се налази на надморској висини од 78 метара. Површина општине износи 41,3 km².

## Становништво
У самом мјесту је, према процјени из 2010. године, живјело 835 становника. Просјечна густина становништва износи 20 становника/km².